# KF Trepça Mitrovicë
|  | No s'ha de confondre amb KF Trepça'89. |

El Klubi Futbollistik Trepça Mitrovicë és un club de futbol professional de la ciutat de Mitrovica, a Kosovo.
Va ser fundat el 1932 per miners de Trepça.

## Palmarès
- Superlliga de Kosovo:[2]
  - 1992-93, 2009-10